# Swarzędz
Swarzędz [ˈsfaʐɛnt͡s] (deutsch Schwersenz, 1940–1943 Schwaningen) ist eine Stadt in der Woiwodschaft Großpolen in Polen.

## Geographische Lage
Die Stadt liegt an der Autobahn A2, etwa zehn Kilometer östlich der Stadt Posen (Poznań).

## Geschichte

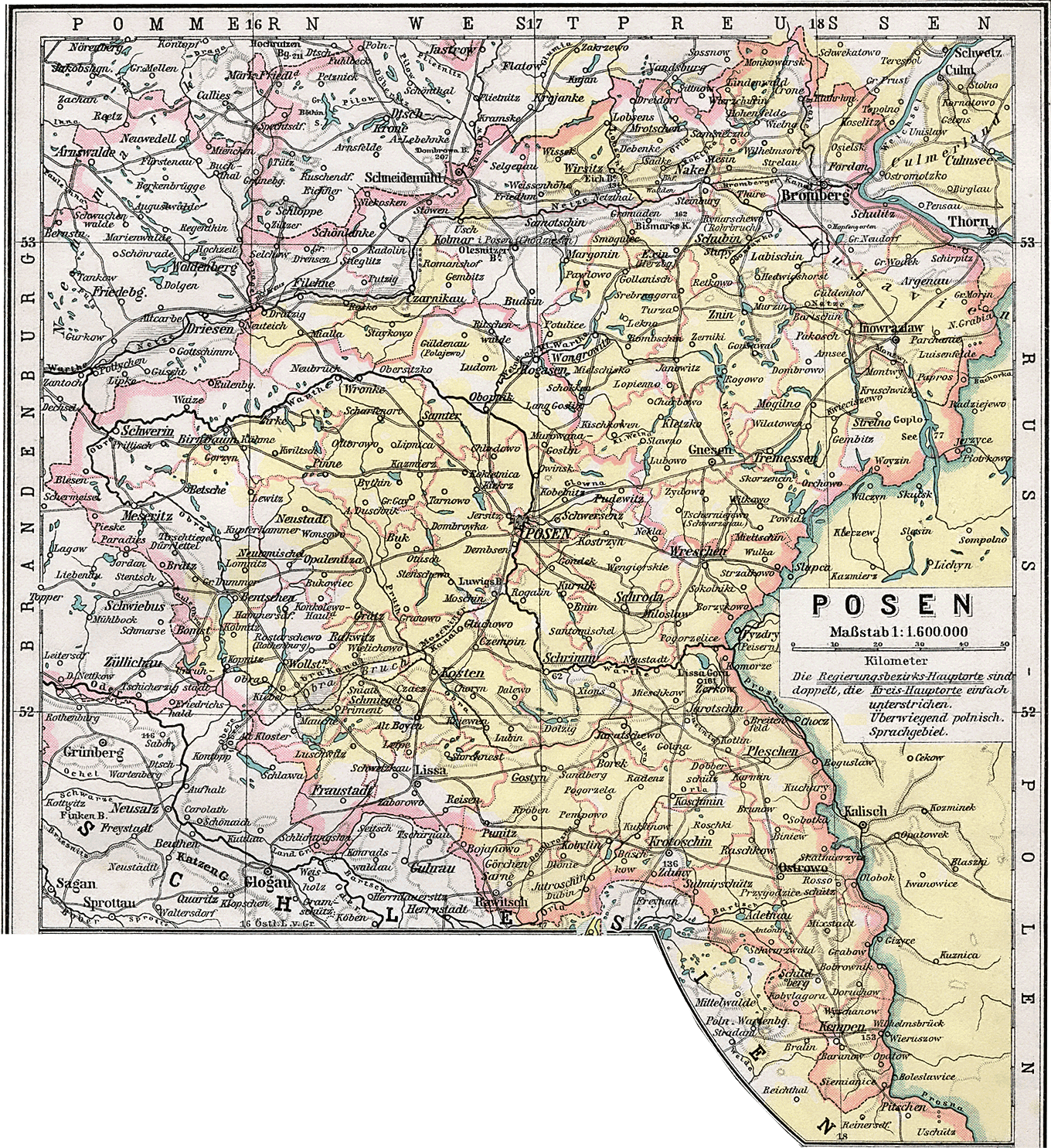
Schwersenz östlich der Stadt Posen auf einer Landkarte der Provinz Posen von 1905 (gelb markierte Flächen kennzeichnen Gebiete mit seinerzeit mehrheitlich polnischsprachiger Bevölkerung)

Die erste urkundliche Erwähnung einer Siedlung an der Stelle des heutigen Swarzędz stammt aus dem Jahr 1366. Im Jahre 1377 wurde erwähnt, dass sich in der Siedlung eine Pfarrei befindet.
Auf Grund der günstigen Lage an dem Weg von Posen nach Masowien entwickelte sich der Ort gut. Ursprünglich war die Siedlung in Privatbesitz der Familie Łodzia, ab dem 15. Jahrhundert gehörte sie der Familie Górka. Als Andreas Górka 1592 verstarb, kam die Ortschaft an dessen Schwiegersohn Peter Czarnkowski. Im 17. Jahrhundert gehörte sie der Familie Grudzinski.
Die Grudzinskis boten Protestanten Schutz, die sich hier ansässig machten. Als im Sommer 1616 fanatisierte Jesuitenschüler und der Pöbel die evangelischen Kirchen in Posen zerstört hatten, wandten sich viele Posener Protestanten nach Schwersenz, nicht wenige Reichere zogen nach Lissa. Im Jahr 1621 wurde Juden aus dem Ghetto in Posen Zugang zum Stadtgebiet gewährt.
Am 23. August 1683 erhielt die Ortschaft Stadtrecht, jedoch nicht vom König, sondern auf dem Kurniker Schloss von einem Grudzinski. Im 17. Jahrhundert entstanden Zünfte der Händler und Handwerker. 1793, während der Zweiten Teilung Polen-Litauens, kam die Stadt mit inzwischen 2.508 Einwohnern unter preußische Herrschaft. 1798 lebten in der Stadt 448 Handwerker, davon 70 Tuchmacher und 36 Leinweber. 1807 wurde Schwersenz Teil des Großherzogtums Warschau. Mit dessen Auflösung 1815 fiel die Stadt wieder an Preußen, wo sie bis 1887 zum Landkreis Posen, anschließend bis 1918 zum Landkreis Posen-Ost im Deutschen Reich gehörte.
Ende des 19. Jahrhunderts blühte das Tischlerhandwerk auf. 1887 erhielt der Ort Anschluss an das Schienennetz von Posen nach Wreschen und damit, neben der Straße von Warschau nach Posen, einen weiteren wichtigen Verkehrsanschluss.
Im Jahre 1919, nach dem Ersten Weltkrieg, musste Schwersenz aufgrund der Bestimmungen des Versailler Vertrags an die Zweite Polnische Republik abgetreten werden. Im Jahre 1939 wurde die Stadt beim Überfall auf Polen von der deutschen Wehrmacht besetzt. Anschließend wurde das Kreisgebiet Posen-Ost einschließlich der Stadt völkerrechtswidrig vom Deutschen Reich annektiert. Im Dritten Reich gab es hier von 1941 bis 1943 ein Arbeitslager für Juden. Von 1941 bis 1944 existierte das Sammellager Schwaningen des Arbeitsgaues III (Wartheland-West) des Reichsarbeitsdienstes. Gegen Ende des Zweiten Weltkriegs eroberte im Frühjahr 1945 die Rote Armee die Stadt Schwersenz.
Die Stadt besitzt heute einen Sportflugplatz, der vom Posener Fliegerverein Wanda Modlibiowska betrieben wird. Im Ort haben sich unterschiedliche Unternehmen angesiedelt, vor allem für Tischler- und Polsterarbeiten. Ein Radweg von Posen durch das Naturschutzgebiet Dębiniec nach Pobiedziska führt durch die Stadt.

## Einwohnerzahlen
- 1793: 2508
- 1800: 2430, davon 1277 Juden[2]
- 1843: 3013[2]
- 1861: 3083[2]
- 1875: 2923[4]
- 1880: 2930[4]
- 1890: 3155, davon 1055 Protestanten, 1628 Katholiken und 472 Juden[4]

## Sehenswürdigkeiten

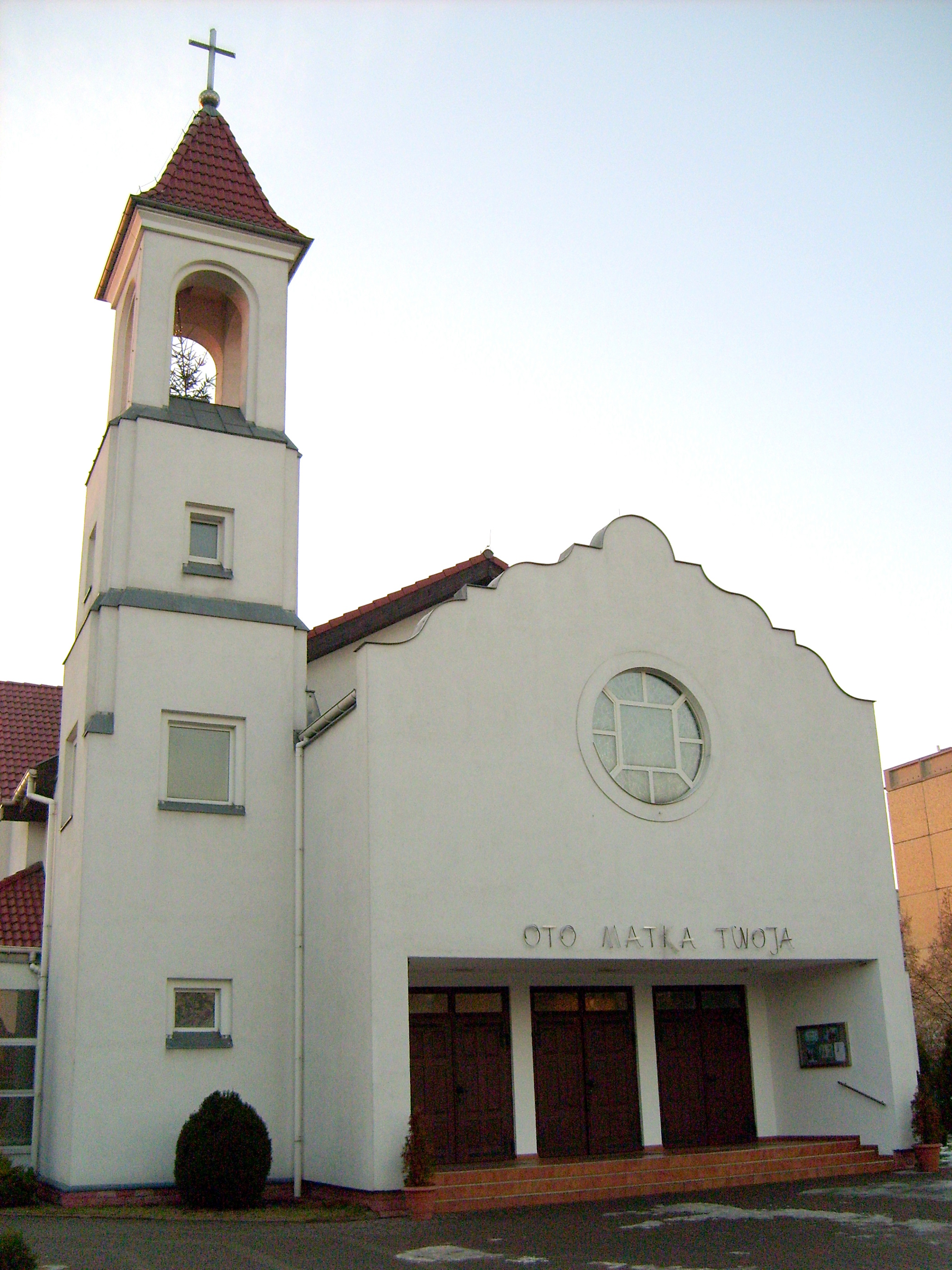
Kirche der Mutter Gottes in Swarzędz

- Das Prof.-Ryszard-Kostecki-Freilichtmuseum befasst sich mit der Bienenzucht aus ganz Europa.
- Im der Gemeinde zugehörigen Ort Uzarzewo befindet sich ein Park aus dem 19. Jahrhundert mit einem von 1860 bis 1865 errichteten Hof. In diesem ist ein Jagdmuseum untergebracht.
- Im Dorf Wierzenica befindet sich die hölzerne St.-Nikolaus-Kirche, die aus der zweiten Hälfte des 16. Jahrhunderts stammt. Bei der Kirche ist das Grab von August Cieszkowski (1814–1894) zu finden. Weiterhin befindet sich in der Nähe des Dorfes ein Friedhof mit Gräbern aus der Bronzezeit.
- Kirche des heiligen Martin in Swarzędz (18. Jahrhundert)
- Kirche des Erzengels Michael in Uzarzewo

## Gemeinde
Die Stadt- und Landgemeinde Swarzędz hat eine Fläche von 93 km², auf denen über 38.000 Menschen in 20 Ortschaften leben. Dazu gehören:
| Name                   | deutscher Name (1815–1918)                   | deutscher Name (1939–1945)                   |
| ---------------------- | -------------------------------------------- | -------------------------------------------- |
| Bogucin                | Hammer                                       | Thorshammer                                  |
| Garby                  | Garby                                        | Buckelfelde                                  |
| Gortatowo              | Gortatowo                                    | Eberbach                                     |
| Gruszczyn              | Gruszczyn 1906–1918: Heinrichswerder         | Heinrichswerder                              |
| Janikowo               | Janikowo                                     | Wiesengrund                                  |
| Jasin                  | Jasin                                        | Ebenfeld                                     |
| Karłowice              | Vorwerk Karlowitz                            | Wittenau                                     |
| Kobylnica              | Kobelnitz                                    | 1939–1943: Roßgarten 1943–1945: Kobelnitz    |
| Kruszewnia             | Kruszewnia                                   | 1939–1943: Ludendorf 1943–1945: Ludendorff   |
| Łowęcin                | Lowencin 1906–1918: Lowentschin              | Jägerslust                                   |
| Mechowo                | Mechowo                                      | Moostal                                      |
| Nowa Wieś              | Neudorf bei Schwersenz 1906–1918: Neudorf    | Neuhausen                                    |
| Paczkowo               | Paczkowo 1906–1918: Osthausen                | Osthausen                                    |
| Puszczykowo-Zaborze    | Puszczykowo-Zaborze 1906–1918: Karlskrone    | Karlskrone                                   |
| Rabowice               | Rabowice                                     | Reizenstein                                  |
| Sarbinowo              | Sarbinowo                                    | Siewershausen                                |
| Sokolniki Gwiazdowskie | Sokolniki Gwiadowskie 1906–1918: Falkenstern | Falkenstern                                  |
| Swarzędz               | Schwersenz                                   | 1939–1943: Schwaningen 1943–1945: Schwersenz |
| Święcinek              | Vorwerk Swiencinek                           | Vorwerk Soldan                               |
| Uzarzewo               | Gut Usarzewo                                 | Soldanshof                                   |
| Wierzenica             | Wierzenica                                   | Oberbrunn                                    |
| Wierzonka              | Wierzonka                                    | Waldhof                                      |
| Zalasewo               | Zalasewo                                     | Reichelsfelde                                |

## Wirtschaft und Infrastruktur
Seit 2010 produziert die englische R. Twining & Co Limited Teemischungen in Swarzędz.
Im Südosten befindet sich das Güterverkehrszentrum CLIP Intermodal Terminal Swarzędz. Durch den Ort führt die Fernverkehrsstraße Droga krajowa 92. Der Bahnhof Swarzędz befindet sich an der Bahnstrecke Warszawa–Poznań.

## Persönlichkeiten
- Florenty von Lisiecki (1810–1875), deutsch-polnischer Jurist, Abgeordneter der Preußischen Nationalversammlung, geboren in Wierzenica
- August Cieszkowski (1814–1894), polnischer Geschichtsphilosoph und politischer Aktivist, gestorben in Wierzenica
- Paulina Wilkońska (1815–1875), polnische Schriftstellerin
- Philipp Jaffé (1819–1870), deutscher Historiker
- Simon Baruch (1840–1921), deutsch-amerikanischer Arzt und Pionier der Hydrotherapie
- Erich Ludendorff (1865–1937), deutscher General, Reichstagsabgeordneter und Putschist, geboren in Kruszewnia
- Siegfried Placzek (1866–1946), deutsch-amerikanischer Neurologe und Psychiater
- Saul Kaatz (1870–1942), deutscher Rabbiner
- Louis Salomon (1872–1955), deutscher Kaufmann jüdischen Glaubens
- Georg Hecht (1885–1915), deutscher Arzt, Literaturhistoriker, Übersetzer und Lyriker
- Robert Siewert (1887–1973), deutscher Politiker und Widerstandskämpfer
- Zenon Baranowski (1930–1980), polnischer Sprinter
- Aleksander Doba (1946–2021), überquerte den Atlantik mit einem Kajak
- Andrzej Fischer (1952–2018), polnischer Fußballspieler

## Städtepartnerschaften
- Ronneburg, Thüringen, Deutschland
- Ronnenberg, Niedersachsen, Deutschland